# Chileense Burgeroorlog (1891)
De Chileense Burgeroorlog (Spaans: Guerra Civil Chilena) of de Burgeroorlog van 1891 (Spaans: Guerra Civil de 1891) was een burgeroorlog in Chili tussen het Nationaal Congres van Chili en president José Manuel Balmaceda. Het merendeel van het leger steunde de president, terwijl de marine over het algemeen achter het congres stond. De oorlog eindigde met de overwinning van de troepen van het congres, de zelfmoord van Balmaceda en de introductie van een parlementair systeem.
De oorlog ontstond uit onvrede met het beleid van president Balmaceda. Deze ging in veel beslissingen tegen het congres in, en weigerde ministers te ontslaan die in het congres niet door een meerderheid gesteund werden, wat tegen de politieke gebruiken in Chili inging. Wegens het conflict tussen het congres en de president kon geen overeenstemming bereikt worden over het budget voor 1891, waarna Balmaceda unilateraal besloot het budget van 1890 ook voor 1891 te laten gelden, een onwettige actie. De leiders van het congres vluchtten naar het noorden van het land, waar zij in Iquique een tegenregering opzetten (Junta de Gobierno de Iquique).
Hoewel het leger van de opstandelingen kleiner was dan dat van de president, hadden zij de Chileense marine, een der sterkste van Latijns-Amerika, achter zich staan. Dit was gezien de geografie van Chili van doorslaggevend belang. In augustus 1891 kwam het herhaaldelijk tot grote gevechten, en werd het duidelijk dat Balmaceda zijn positie niet kon volhouden. De 29e van die maand droeg hij de macht over aan Manuel Baquedano en zocht zijn toevlucht in de ambassade van Argentinië. Op 18 september, de dag dat zijn termijn volgens de wet was afgelopen, schoot hij zichzelf door het hoofd. Jorge Montt werd de nieuwe president.
Hoewel de "presidentiële" grondwet van kracht bleef, werd hij voortaan "parlementaristisch geïnterpreteerd", waardoor de controle van de uitvoerende over de wetgevende macht werd verminderd. De periode van 1891 tot 1925 staat in Chili dan ook bekend als de Parlementaire Republiek.